# Antonio Arenas

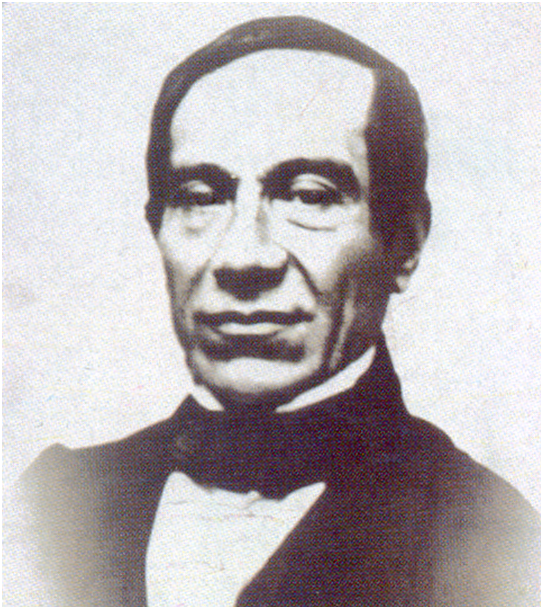
Antonio Arenas

Antonio Arenas Merino (* 13. Juli 1808 in Lima; † 27. Dezember 1891 ebenda) war ein peruanischer Jurist, Militär und Politiker. Von 1885 bis 1886 war er Staatspräsident. Seine Amtszeit stand im Zeichen der Revolte des Lagers von Andrés A. Cáceres.

## Leben

### Frühe Jahre
Arenas wurde in Lima geboren. Als Rektor des Convictorio de San Carlos führte er die Lehre des Strafrechts ein.
Im Oktober 1858 wurde die zwei Jahre zuvor erlassene peruanische Verfassung reformiert und der frühere Präsident Ramón Castilla kam erneut ins Amt. Daraufhin wurde Arenas zum Vorsitzenden der Verfassungskommission des peruanischen Kongresses ernannt, der später auch das Amt des Sprechers des obersten Gerichts bekleidete. Er war als Abgeordneter der Provinz Lima auch einer der Autoren der Verfassung von 1860.
1868 kandidierte Arenas für das Präsidentenamt. Auch wenn er über die Unterstützung des amtierenden Präsidenten José Balta verfügte, wurde er nur abgeschlagener Dritter, während die eigentliche Entscheidung zwischen Manuel Toribio Ureta und Manuel Pardo stattfand.

### Salpeterkrieg
Am 1. März 1884 wurde Arenas Präsident einer neuen Verfassunggebenden Versammlung. Diese nominierte Miguel Iglesias als Presidente Regenerador de la República.
Arenas nahm als bevollmächtigter Minister gemeinsam mit Aurelio García y García an den Friedensverhandlungen von Arica teil, um den Salpeterkrieg zu beenden. Die peruanische Seite schlug einen Schiedsspruch durch die Vereinigten Staaten vor, bei dem die Landesgrenzen unangetastet bleiben und keine Reparationen gezahlt werden sollten. Die chilenischen Delegierten ihrerseits forderten die Abtretung des bolivianischen Pazifikzugangs und von Tarapacá sowie eine Zahlung von 24 Millionen Pesos. Präsident Miguel Iglesias berief eine Nationalversammlung ein, die nach heftiger Debatte dem Vertrag von Ancón zustimmte. Dieser wurde am 8. März 1884 in Lima ratifiziert.

### Präsidentschaft
Die Anhänger des populären Generals Cáceres kämpften gegen diese Entscheidung und besetzten Teile der Hauptstadt. Nach dem Rücktritt von Präsident Iglesias schritt das Diplomatische Korps ein, um zu verhandeln. Es wurde entschieden, Arenas die Regierungsgeschäfte zu übertragen mit dem Auftrag, Wahlen zu organisieren. Er saß auch der Regierung vor und amtierte als Außenminister.
Drei Tage nach Amtsübernahme kündigte die Regierung am 6. Dezember 1885 die Neuwahlen an. Der für die Partido Constitucionalista angetretene Cáceres war einziger Kandidat und gewann. Am 3. Juni 1886 löste er Arenas als Staatspräsident ab.